# Las Palabras de Amor
〈Las Palabras de Amor (The Words of Love)〉는 영국의 록 밴드 퀸의 록 발라드다. 이 곡은 1982년 음반 《Hot Space》의 세 번째 싱글로 발매되었다. 이 노래는 대부분 영어로 불리지만, 몇 개의 스페인어 구절과 함께 한다. 기타리스트 브라이언 메이가 쓴 이 곡은 영국 싱글 차트에서 17위에 오르며 이전의 싱글 곡인 〈Body Language〉보다 영국에서 더 많은 인기를 얻었다.